# Маленькая Армения

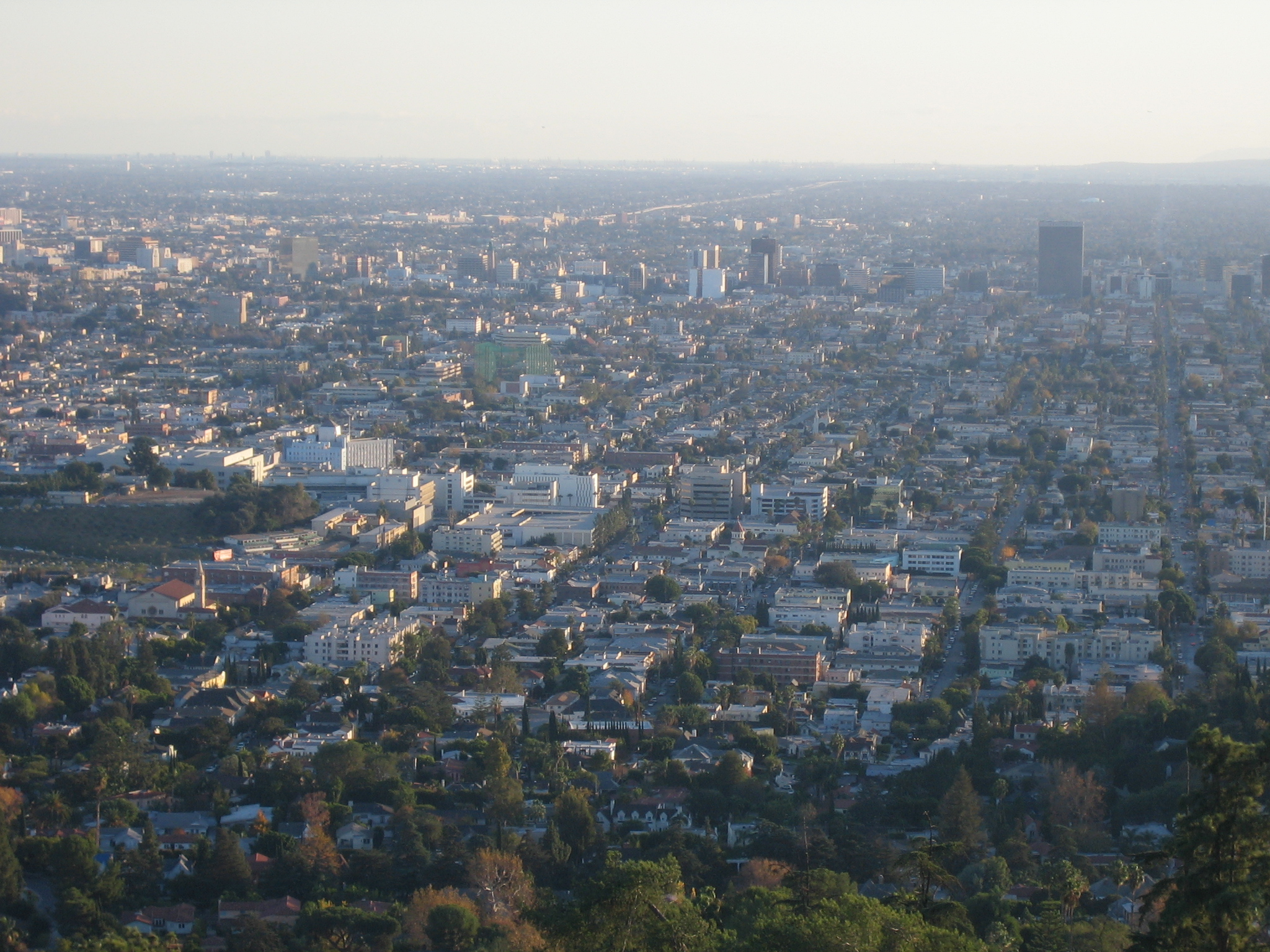
Маленькая Армения, фото из Гриффинской Обсерватории

Маленькая Армения (англ. Little Armenia, арм. Փոքրիկ Հայաստան) — сообщество, являющееся частью района Голливуд Лос-Анджелеса, штат Калифорния. Оно находится в зоне, называемой Восточный Голливуд. Область обслуживается метро Red Line, Голливуд/Западная станция.

## Месторасположение
Маленькая Армения определяется в городском совете Лос-Анджелеса, как «площадь, ограниченная с севера Голливуд-бульвар между 101 и шоссе Vermont Ave, на востоке-Вермонт-авеню из Голливуд-бульвар Санта-Моника Blvd, на юге Санта-Моника Блвд Vermont Ave между США и 101 маршрутом, а на западе по маршруту 101 из Санта-Моника бульвар на Голливуд-бульвар» (на 6 октября 2000). Кроме того, в значительной степени перекрывается с тайским городом.

## История

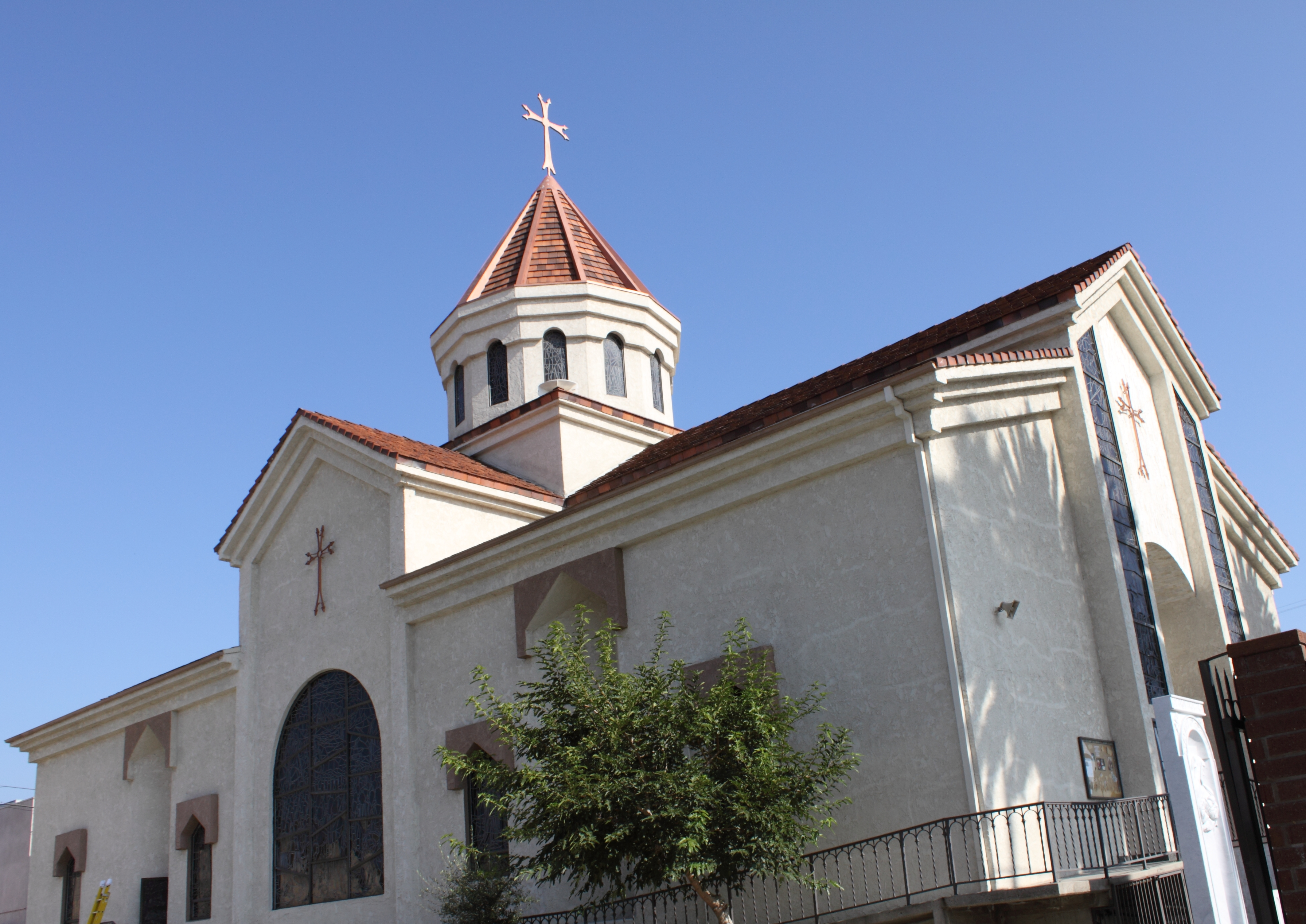
Церковь Св. Карапета

Название «Маленькая Армения» происходит от большой концентрации американских армян, которые живут в этом районе, а также из-за большого количества армянских магазинов и предприятий, многие из которых уже функционировали там в начале 1970-х годов.

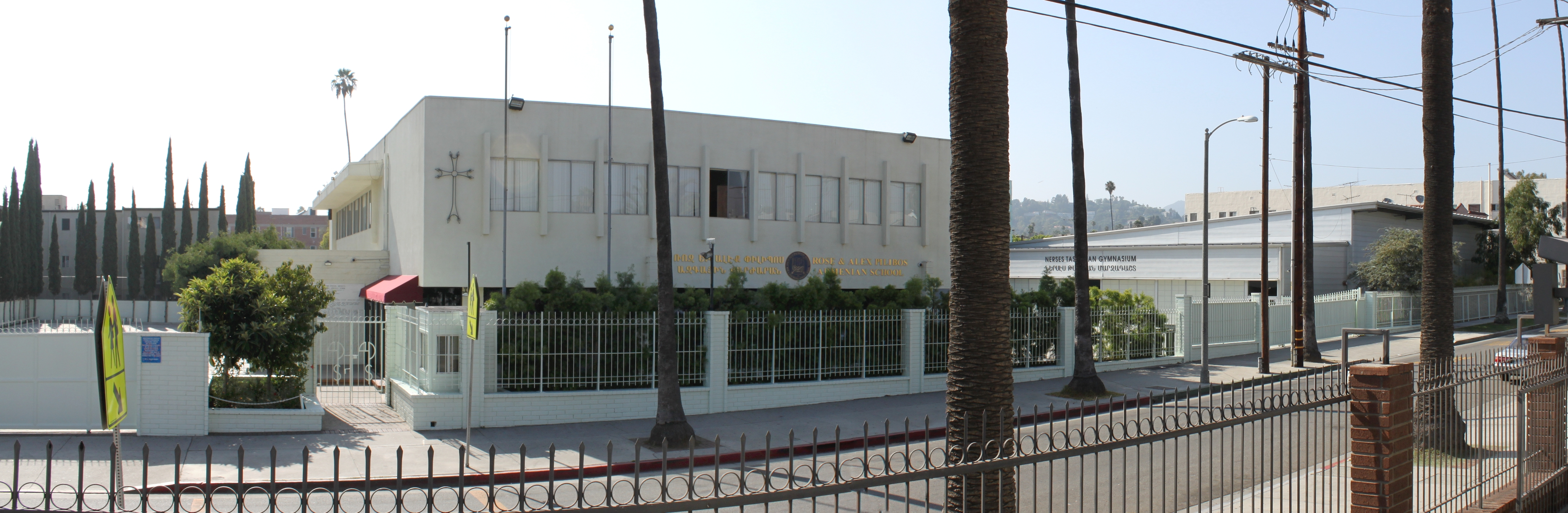
Армянская школа Роуз и Алекс Пилибос

Армянская апостольская церковь Святого Карапета, находящаяся в Маленькой Армении на авеню Александрия и являющаяся местом молитв для подавляющего большинства армян, проживающих в Голливуде, была построена в 1978 году. Церковь расположена перед Армянской школой Роуз и Алекс Пилибос, (англ. Rose and Alex Pilibos Armenian School).
Общественный парк Маленькой Армении является парком искусства «Барнсдолл», который включает в себя музей и архитектурную достопримечательность Лос-Анджелеса — «Холлихок-хаус», (англ. Hollyhock House), разработанный Фрэнком Ллойд Райт и построенным в 1919—1921 гг.. Парк, расположенный на небольшой, но живописной Олив-Хилл, был передан в дар городу Лос-Анджелес Алиной Барнсдолл.
Многие из романов, рассказов и стихов Чарльза Буковски, уроженца Восточного Голливуда, сложились именно здесь.
Одним из главных событий, которое происходит в «Маленькой Армении» каждый год 24 апреля — это акции поддержки признания Геноцида армян в Османской Турции в 1915 году. Акции сопровождаются митингами, флешмобами, автопробегами и т. д.